# Bodenluft
Die Bodenluft (manchmal auch als „Gasphase im Boden“, „Bodengas“ oder „Grundluft“ bezeichnet) ist der gasförmige Teil des Bodens. Die Räume zwischen den festen Bodenpartikeln sind, sofern sie kein Wasser enthalten, mit Luft gefüllt. Diese Gasphase steht entweder im Kontakt mit der Erdatmosphäre oder sie ist von Festteilchen und Wasser eingeschlossen. Für beide Fälle existieren typische Zusammensetzungen und Druckverhältnisse in der Bodenluft.
Die Gasphase im Boden stellt ein komplexes System dar, das von vielen Faktoren beeinflusst wird. Diese Faktoren können unter anderem klimatischer, geologischer und biologischer Natur sein. Anthropogene Eingriffe führen vielfach zur Bodenverdichtung durch immer größere landwirtschaftliche Maschinen. Für die Lebensvorgänge im Boden stellt eine gesunde Gasphase eine notwendige Bedingung für die Bodenatmung dar; besonders die Diffusion des für viele Lebewesen notwendigen Sauerstoffs und der entstehenden Stoffwechselprodukte sorgen dafür, dass die biologische Vielfalt im Boden auch über einen langen Zeitraum hinweg erhalten bleiben kann.

## Verteilung der Gasphase
Unter Freilandbedingungen sind alle festen Teilchen des Mineralbodens mit Wasserfilmen überzogen, die im Gleichgewicht mit dem Wasserdampfdruck der Bodenluft stehen. Solange dieser Zustand erhalten bleibt, finden keine direkten Berührungen zwischen den Bodenteilchen und der Gasphase im Boden statt. Diese Wasserfilme tragen sehr stark zur Wärmeleitfähigkeit der Böden bei, denn die Luft im Boden wirkt isolierend, und die Wärmeleitung durch die Bodenpartikel kommt aufgrund der wenigen Kontaktflächen kaum zustande. Erst durch das Vorhandensein noch so geringer Wassermengen wird eine Wärmeleitung ermöglicht.
Die Gasphase im Boden ist unter unseren Freilandbedingungen in der Regel auf die Grobporen beschränkt. Die Mittelporen bilden die Grundlage der nutzbaren Feldkapazität (nFK), und die Feinporen sind mit dem Totwasser besetzt.
Zur Verteilung kann grundsätzlich davon ausgegangen werden, dass der Gas-Anteil mit zunehmender Tiefe und damit Näherung an die Grundwasseroberfläche (GWO) abnimmt, da hier die Wassergehalte ansteigen. Abweichungen hiervon findet man, sobald große Wassermengen auf die Bodenoberfläche aufgebracht werden, welche dann in den Boden einsickern, wie z. B. nach Starkregen oder plötzlichen Überstauungen.
Die Gasphase ist aufgeteilt in Luftkanäle, die mit der Atmosphäre in Verbindung stehen, und Lufteinschlüsse, so genannte Inklusionen. Letztere bilden sich, wenn Wasser aus einer höher gelegenen Schicht nach unten fließt und dabei die Luftkanäle vorübergehend verstopft, da die Luft nicht schnell genug aus diesen entweichen kann. Dies geschieht unter anderem bei dem oben erwähnten Starkregen oder Überstauungen. Inklusionen können sich aber auch unter anaeroben Bedingungen bilden, wenn genügend leicht zersetzbares organisches Material vorhanden ist. Hier produzieren dann Mikroorganismen unter anderem H2 und CH4. Dies wird vor allem dann sichtbar, wenn die Wassergehalte im Boden sinken, also die Wasserspannungen zunehmen und die Gasaufnahmefähigkeit des Wassers abnimmt. Der gebildete Wasserstoff und das Methan liegen dann in Gasform vor und bilden somit die Inklusionen.
Die nach der Tiefe hin zunehmenden Wassergehalte beeinflussen die Verteilung der Gasphase insofern, als durch die abnehmenden Wasserspannungen die Luft in die Poren hineinwandert, in denen die Krümmungsradien der Luftblasen den geringsten Luftüberdruck gegenüber dem umliegenden Wasser zulassen. Das bedeutet, dass sich die Gasphase mit zunehmender Tiefe auf wenige grobe Poren beschränkt.

## Zusammensetzung der Bodenluft
Die Zusammensetzung der Gasphase im Boden weicht teilweise erheblich von der Verteilung der Gase in der atmosphärischen Luft ab. So kommen in den Böden viel höhere CO2-Gehalte vor, die in etwa 1,5 m Tiefe bis zu fünfmal höher sein können als in der Atmosphäre. Hingegen nimmt der O2-Gehalt mit zunehmender Bodentiefe um etwa den gleichen Faktor ab. Dies ist vor allem Folge der biologischen Prozesse im Boden. Die Wurzelatmung höherer Pflanzen, Atmung der Bodentiere (Mikrobielle Atmung, siehe auch Bodenatmung) und Stoffwechselvorgänge der aeroben und anaeroben Mikroflora verbrauchen erhebliche Mengen an Sauerstoff und bilden im Gegenzug Kohlenstoffdioxid. Unter O2-Mangel, also unter reduzierenden Bedingungen werden ebenfalls geringe Anteile von CH4, H2S, N2O, NH3, H2 und Gase der Kohlenwasserstoffgruppe, welche die bodentypischen Gerüche erzeugen, gebildet.
Bemerkenswert ist der Hohe Wasserdampfgehalt der Bodenluft. Die relative Luftfeuchte liegt im Boden in der Regel immer in der Nähe von 100 %. Erst unter starker Austrocknung beginnt der H2O-Dampfdruck zu sinken, dies geschieht bei Wasserspannungswerten jenseits des PWP (Welkepunkt), also pF > 4,2. Dieser Umstand trägt dazu bei, dass die meisten Bodenlebewesen und Pflanzen nicht an das Überleben bei niedrigeren Wasserdampfgehalten im Boden angepasst sind. Der hohe H2O-Dampfdruck kommt durch das fein verzweigte Porensystem und die damit in Relation zum Volumen sehr großen Grenzflächen von Wasser und Luft zustande.
Ferner ist die Zusammensetzung der Gasphase von der Temperatur abhängig, da diese die Löslichkeit der einzelnen Gase im Wasser unterschiedlich beeinflusst. So ist O2 bei niedrigen Temperaturen besser wasserlöslich als beispielsweise N2, was dazu führt, dass der Sauerstoffanteil bei niedrigen Bodentemperaturen geringer ist als bei höheren.

## Energetische Lage der Gasphase
Die energetische Lage der Gasphase soll hier nur kurz im Zusammenhang mit denen in der Gasphase auftretenden Drücken behandelt werden.
Den Wasserdruck im Boden können wir mit Hilfe der hydrostatischen Grundgleichung berechnen. In dieser Gleichung ist der Luftdruck als eine konstante Größe eingesetzt, um mit seiner Hilfe den absoluten Wasserdruck errechnen zu können:
{\displaystyle p_{\mathrm {W} }=p_{\mathrm {L} }+h\cdot d_{\mathrm {W} }\cdot g}
{\displaystyle p_{\mathrm {W} }} ist der zu berechnende Wasserdruck, {\displaystyle p_{\mathrm {L} }} ist der atmosphärische Luftdruck, {\displaystyle h} ist die Höhe der Wassersäule, {\displaystyle d_{\mathrm {W} }} ist die Dichte des Wassers und {\displaystyle g} die Erdbeschleunigung. Diese Gleichung zeigt, dass der Wasserdruck die Summe aus atmosphärischem Druck und dem, durch die über dem Messpunkt liegende Wassersäule, ausgeübten Druck ist. Dieses Verfahren erzeugt nur geringe Fehler, da Luftdruckdifferenzen sich infolge der im Vergleich zum Wasser geringeren Zähigkeit der Luft in einem Luftkörper schnell ausgleichen. Aus diesem Grunde darf im Allgemeinen bei Untersuchungen von Wasseraufnahme oder Wasserabgabe der Einfluss der zu verdrängenden oder nachfließenden Luft vernachlässigt werden. Da man grundsätzlich diesen Einfluss aber nicht außer Acht lassen kann, ist es üblich, bei der Besprechung der Teilpotentiale des Bodenwassers ein Gaspotential {\displaystyle \Psi _{\mathrm {g} }} zu definieren. (Dies unterscheidet sich vom Druckpotential {\displaystyle \Psi _{\mathrm {h} }} oder {\displaystyle \Psi _{\mathrm {p} }}.)
Wie schon beschrieben, können sich bei Starkregen oder Überstauungen Gas-Inklusionen bilden, in welchen Druckdifferenzen gegenüber dem atmosphärischen Druck entstehen. Diese Druckdifferenzen können je nach Höhe der überstauenden Wassersäule bis zu 20 hPa betragen. Die eingeschlossene Luft überträgt den durch die Wassersäule ausgeübten Druck fast unmittelbar auf die Festpartikel und das die Luftblase umgebende Wasser. Auf diese Weise wird das Potentialgleichgewicht nicht verändert und es kommt, abgesehen von der umgebungsdruckbedingten Volumenänderung der Gasinklusion, zu keiner Fließbewegung von Luftmassen. Der Druck innerhalb eines solchen eingeschlossenen Luftkörpers entspricht der Summe aus Außenluftdruck und Wasserdruck. Das heißt, dass der Druck innerhalb einer solchen Inklusion ebenfalls mit der hydrostatischen Grundgleichung berechnet werden kann.
{\displaystyle p_{\mathrm {L1} }=p_{\mathrm {W1} }=p_{\mathrm {L} }+h_{1}\cdot d_{\mathrm {W} }\cdot g}
Hierbei ist {\displaystyle p_{\mathrm {L} }} der Außenluftdruck, {\displaystyle h} die Höhe der Wassersäule, {\displaystyle d_{\mathrm {W} }} die Dichte des Wassers und {\displaystyle g} die Erdbeschleunigung. Diese Formel gilt für Lufteinschlüsse unterhalb der freien Wasseroberfläche, d. h. mit steigender Höhe der Wassersäule nimmt auch der Druck zu. Befindet sich der Lufteinschluss allerdings oberhalb der freien Wasseroberfläche, also im Bereich negativer Wasserdrücke (positive Wasserspannungen), wirkt sich die Höhe der Wassersäule umgekehrt aus. Die Gleichung ändert sich dann folgendermaßen:
{\displaystyle p_{\mathrm {L2} }=p_{\mathrm {W2} }=p_{\mathrm {L} }-h_{2}\cdot d_{\mathrm {W} }\cdot g}
In diesem Fall ist der Druck innerhalb einer solchen Inklusion also geringer als der atmosphärische Luftdruck.
Die bisher genannten Modelle gehen davon aus, dass die Luftkörper im Boden durch ebene Grenzflächen vom Wasser getrennt sind. Das ist im engen Porensystem der Böden aber keineswegs der Fall, denn die Grenzflächen zwischen Luft und Wasser bilden stets gekrümmte Menisken aus, deren Oberflächenspannung und Radius die Druckdifferenzen zwischen Wasser und Luft ausgleichen. Vom Luftraum aus betrachtet sind diese Menisken konkav. Dies hat zur Folge, dass die Drücke innerhalb des Luftraumes höher sind als im umgebenden Wasser. Diese Druckdifferenz hat den Betrag:
{\displaystyle \Delta p={\frac {2\,y}{r}}}
{\displaystyle y} ist die Grenzflächenspannung Wasser: Luft und {\displaystyle r} der Krümmungsradius des größten an der Begrenzung beteiligten Meniskus. Die Gleichung lässt erkennen, dass der Drucküberschuss innerhalb des Gaseinschlusses umso größer ist, je enger die begrenzenden Menisken sind. Daher neigen die Gaseinschlüsse auch dazu, wie schon unter Punkt 1) beschrieben, sich in möglichst große Poren zu bewegen, da die größeren Krümmungsradien der Menisken eine energieärmere Form darstellen. Auf diese Bewegungen der Luft im Boden wird später unter dem Begriff Umverteilung weiter eingegangen.
Die Lufteinschlüsse versuchen, eine möglichst sphärische Gestalt anzunehmen und pressen daher mit dem durch {\displaystyle \Delta p} beschriebenen Drucküberschuss die festen Partikel auseinander. Dieser Vorgang kann zur so genannten Luftsprengung führen.

## Transportvorgänge
Die im Jahres- und Tagesverlauf ständig schwankende Produktion von Kohlenstoffdioxid und der Verbrauch von Sauerstoff wie auch der oben genannte Drang der Lufteinschlüsse, in möglichst große Poren zu gelangen, führen zu Transportvorgängen im Boden. Hier sind verschiedene Bewegungen möglich:
- Diffusion
- Massenfluss
- Umverteilung

Diffusionsbewegungen können entstehen, wenn unterschiedliche Verteilungen der Bodenluftkomponenten und damit unterschiedliche Partialdrücke auftreten. Massenflüsse hingegen benötigen Unterschiede im Gesamtdruck, also treten nur auf, wenn die gesamte Gasmasse ungleich verteilt ist.

### Diffusion
Die Diffusion ist der wichtigste Transportvorgang in der Gasphase. Zwei Diffusionsströme sind im Boden vorherrschend: Zum einen der Transport von CO2 aus der Tiefe nach oben, zum anderen der diesem entgegenstehende Strom von O2 nach unten in das Solum hinein. Damit ein Diffusionsstrom entstehen kann, sind Veränderungen der Konzentrationen und damit der Partialdrücke notwendig. Die dabei auftretenden Gasflüsse können durch das 1. Fick’sche Gesetz ausgedrückt werden:
{\displaystyle Jg=-D'\cdot {\frac {\partial c}{\partial s}}}
Diese Formel ist eine einfache Gleichung, welche den Transport eines Stoffes entlang eines Konzentrationsgradienten beschreibt. Jg ist der Fluss einer Gaskomponente, d. h. die Gasmenge, die in einer Zeit s durch eine Fläche hindurchtritt. {\displaystyle \partial c} ist die Konzentrationsänderung, die über die Strecke {\displaystyle \partial s} wirksam ist. D’ ist der so genannte Diffusionskoeffizient, ein Proportionalitätsfaktor. Das negative Vorzeichen auf der rechten Seite der Gleichung gibt an, dass der Fluss stets von der höheren zur niedrigeren Konzentration erfolgt.
Nach allgemeinem Gasgesetz ist der Partialdruck p eines Gases festgelegt durch:
{\displaystyle p\cdot V=m\cdot R\cdot T}
Daher kann man für die Konzentration c als dem Verhältnis zwischen Masse m und Volumen V auch schreiben:
{\displaystyle c={\frac {m}{V}}={\frac {p}{RT}}}
Dies lässt die Möglichkeit der Betrachtung über die Partialdrücke anstatt über die Konzentrationen erkennen. Man erhält dann nämlich für die Verwendung der Partialdrücke:
{\displaystyle Jg=-D'\cdot {\frac {\partial p_{g}}{\partial s}}\cdot {\frac {1}{RT}}}
und
{\displaystyle D=D'\cdot {\frac {1}{RT}}}
Durch diese Umformungen kann man ebenso mit den Partialdrücken arbeiten wie mit den Konzentrationen. Der Diffusionskoeffizient D erfasst die Behinderung der Diffusion durch die verschiedenartige Form und Größe der Diffusionswege im Porensystem. Er ist demnach ein Bodencharakteristikum.
Da für die Diffusionsbewegungen im Boden ein Gefälle des Partialdruckes notwendig ist, ist der Transport von Gasteilchen auf diesem Wege nur möglich, wenn das Partialdruckgefälle nicht durch diffusionshemmende Zonen unterbrochen wird. Dies können Bearbeitungshorizonte (Pflugsohle) oder auch verdichtete Bodenhorizonte sein. Sie bilden Diffusionsbarrieren, für deren Überwindung ein großer Betrag der verfügbaren Konzentrationsgradienten aufgebraucht wird. Hinter einer solchen Barriere sind dann nur noch geringe Diffusionsbewegungen möglich.

### Massenfluss
Unter dem Begriff Massenfluss werden Transportvorgänge verstanden, bei denen sich die gesamte Gasmenge verändert. Es sind also Druckänderungen nötig, um einen Massenfluss zu induzieren. Solche Druckänderungen in einem gaserfüllten Raum sind möglich gemäß dem allgemeinen Gasgesetz:
{\displaystyle p\cdot V=m\cdot R\cdot T}
Es bedeuten: m = Masse des eingeschlossenen Gases, R = Gaskonstante, p = Druck, V = Volumen und T = Temperatur.
Druckänderungen in der Gasphase können auftreten durch Änderung des atmosphärischen Drucks und durch Temperaturveränderungen. Der Einfluss des Außenluftdrucks ist jedoch relativ gering, so bewirkt eine Änderung um 30 hPa nur eine Volumenänderung von etwa 1/30. Das heißt, dass in einer 1 m dicken Bodenschicht lediglich eine Luftschicht von 2–3 cm heraus oder herein transportiert wird. Weit größere Wirkung zeigt die Verdrängung der Bodenluft durch Wasser, z. B. durch schnellen Wechsel der Grundwasserstände durch Einstau, wie er etwa in Auenböden vorkommt. Hierbei kann es zu einem Austausch fast des gesamten Gasvolumens kommen.
Der Einfluss von Temperaturveränderungen in seiner Auswirkung auf Druckänderung in der Gasphase ist ähnlich niedrig wie der des Außenluftdrucks.
Ein erheblicher Massenfluss kann auftreten, wenn im Boden Gasmoleküle neu entstehen, wie es unter anaeroben Bedingungen in Gegenwart von leicht zersetzbarer organischer Substanz der Fall ist. Der hier auftretende Gasstrom ist gelegentlich weitaus größer als der in den Boden hinein gerichtete Diffusionsstrom des Sauerstoffs, so dass sich reduzierende Verhältnisse einstellen.

### Umverteilungen
Umverteilungen spielen eine Rolle bei der Betrachtung der beschriebenen Luftinklusionen. Die abgrenzenden Menisken solcher Lufteinschlüsse haben alle den gleichen Radius. Der Druck innerhalb der Inklusionen ist höher als im umgebenden Wasser. Die Menisken in den gröbsten an der Inklusion beteiligten Poren sind daher flacher als die in kleineren Poren. Die Luftinklusionen werden in diese gröbsten Poren hineingedrückt, da sie dort den größten halbkugeligen Meniskus ausbilden können und somit den geringsten Druckunterschied gegenüber dem umgebenden Wasser erreichen. Dieser Vorgang erzwingt eine Verlagerung der gesamten Luftmenge in Richtung auf die gröbsten Poren hin.

## Gashaushalt
Zum Gashaushalt sind die regelmäßigen Veränderungen der Gasgehalte zu erwähnen, die in engem Zusammenhang stehen mit dem Verlauf der Jahreszeiten. Der Änderung des Luftgehalts ist hervorgerufen durch die Zu- bzw. Abnahme der Wassergehalte. So sind die Wassergehalte im Frühjahr relativ hoch, um im Verlaufe des Sommers und mit fortschreitender Vegetationsentwicklung abzunehmen. Im Gegenzug nimmt der Luftgehalt zu. Dabei ist die Gasphase nicht nur auf den Raum oberhalb der GWO beschränkt, sondern es lassen sich auch unterhalb der GWO Gase finden. Diese liegen hier meist in wassergelöster Form vor oder befinden sich in vom Wasser eingeschlossenen Blasen.
Die Diffusionsbewegungen von Sauerstoff und Kohlenstoffdioxid spielen ebenfalls mit in den Gashaushalt ein. Die Konzentration sinkt beim Sauerstoff mit zunehmender Tiefe, beim Kohlenstoffdioxid steigt sie analog.
Sinkt der Luftgehalt im Boden auf etwa 4–6 % des Gesamtvolumens, beginnt sich das Gasvolumen in einzelne Inklusionen zu zerteilen. Dieser Gasgehalt bildet auch die Grenze, unter derer der O2–Partialdruck auf unter 18 %, also den Gehalt von O2 in der Atmosphäre, sinkt. Unterhalb dieser Grenze treten dann die Merkmale anaerober Prozesse in Erscheinung. Ebenfalls für das Gedeihen der meisten Kulturpflanzen gilt diese Grenze von 4–6 % Luftgehalt.